# 대한민국 상법 제402조
대한민국 상법 제402조는 주주들의 유지청구권에 대한 상법 회사법의 조문이다.

## 조문
제402조 (유지청구권) 이사가 법령 또는 정관에 위반한 행위를 하여 이로 인하여 회사에 회복할 수 없는 손해가 생길 염려가 있는 경우에는 감사 또는 발행주식의 총수의 100분의 1 이상에 해당하는 주식을 가진 주주는 회사를 위하여 이사에 대하여 그 행위를 유지할 것을 청구할 수 있다.

第402條 (留止請求權) 理事가 法令 또는 定款에 違反한 行爲를 하여 이로 因하여 會社에 回復할 수 없는 損害가 생길 念慮가 있는 境遇에는 監事 또는 發行株式의 總數의 100分의 1 以上에 該當하는 株式을 가진 株主는 會社를 爲하여 理事에 對하여 그 行爲를 留止할 것을 請求할 수 있다.

## 해설

### 청구권자
감사 또는 발행주식총수의 100분의 1 이상을 가진 주주가 재판상 또는 재판 외의 방법으로 행사한다. 여기서 100분의 1의 지분비율은 유지청구 당시에만 충족되면 되고, 주주가 단독으로 보유한 경우뿐만 아니라 다른 주주의 지분을 합쳐 그 비율을 구성해도 된다.

## 판례
- 주주가 회사가 체결한 계약에 대해 유지청구 외에 직접 제3자와 계약의 무효를 주장할 수 없다[1]

## 같이 보기
- 금지명령
- 주주대표소송